# David Edwards (curling)
David Edwards (Dumfries, 13 de septiembre de 1979) es un deportista británico que compitió por Escocia en curling. Ganó una medalla de plata en el Campeonato Mundial de Curling Masculino de 2012.

## Palmarés internacional
| Representando a Escocia |                 |                  |        |
| Campeonato Mundial      |                 |                  |        |
| Año                     | Lugar           | Medalla          | Prueba |
| 2012                    | Basilea (Suiza) | Medalla de plata | Equipo |